# Atentatul de la Wuxi din 2024
La 16 noiembrie 2024, un fost student a înjunghiat 25 de persoane, omorând opt, la Institutul Vocațional de Arte și Tehnologie Wuxi din Yixing⁠(d), Wuxi, Jiangsu, China.

## Context
Institutul Vocațional de Arte și Tehnologie din Wuxi este un colegiu profesional general public cu normă întreagă situat în Wuxi, provincia Jiangsu. Conform profilului colegiului, acesta ocupă aproape 1.000 de metri pătrați de teren și are o suprafață construită de aproximativ 290.000 de metri pătrați.
Legislația chineză impune tuturor absolvenților colegiilor vocaționale să lucreze timp de un semestru sau mai mult. În această perioadă, unele școli vor acționa ca maiștri⁠(d) și vor trimite studenții la fabricile care au nevoie de muncitori, adesea lucrând ore îndelungate pentru un salariu foarte mic.

## Atac
În jurul orei locale 18:30, Xu Jiajin, un fost student în vârstă de 21 de ani, a comis un atac cu cuțitul la colegiu în timp ce cursurile erau în desfășurare, omorând opt persoane și rănind alte 17.
Potrivit surselor media, atacatorul s-a ascuns în tufișurile din campus și apoi a înjunghiat fără discernământ studenții. Imagini de la fața locului arătau victimele la pământ, cu sânge pe haine. Unii studenți au declarat că colegii lor de cameră au fost înjunghiați și le-au spus celorlalți să nu iasă afară. Mulți studenți s-au ascuns în căminele lor și chiar și-au sigilat ușile cu cutii de haine pentru a împiedica ucigașul să intre.
Mai multe mașini de poliție și ambulanțe au fost parcate în fața colegiului, iar polițiștii au intrat cu scuturile în mână. Agresorul i-a înfruntat pe polițiști la locul de joacă al colegiului cu cuțite, iar aceștia au îndreptat lanternele spre agresor. Un ofițer de poliție l-a imobilizat în timp ce acesta era pe o parte, în timp ce mai mulți studenți de sex masculin au venit și ei în ajutor.
În acea seară, în jurul orei 23:30, Biroul de Securitate Publică al orașului Yixing a raportat că agresorul a fost arestat la fața locului și a recunoscut crima. Unii dintre răniți au fost trimiși la noul campus al Spitalului Popular din Yixing.

## Suspect
Suspectul a fost identificat drept Xu Jiajin, în vârstă de 21 de ani, proaspăt absolvent al colegiului.

### Motiv
Potrivit poliției, autorul atacului era absolvent al colegiului din anul 2024 și nu reușise să-și promoveze examenele. El ar fi mărturisit „fără ezitare” că a comis atacul din cauza furiei că nu și-a primit certificatul de absolvire, a rezultatelor slabe la examene și a „nemulțumirii cu privire la compensarea stagiului”.
Un presupus bilet de sinucidere⁠(d) al făptașului, care circulă pe rețelele de socializare, conținea declarația că o fabrică la care lucra îi datora salarii și că colegiul îi reținuse diploma, împiedicându-l să absolve. De asemenea, a inclus declarații precum „Sper că moartea mea va duce la progresul legislației muncii” și „Trăiască proletariatul”.

### Urmări
Datorită faptului că atacul a avut loc la cinci zile după atentatul de la Zhuhai, incidentul a beneficiat de atenția mass-mediei la nivel mondial. Buchete de flori au fost plasate la o intrare a colegiului, dar au fost îndepărtate ulterior de securitate. Autoritățile chineze au cenzurat⁠(d) discuțiile online despre atac; singurele informații de pe internetul chinez⁠(d) despre atac sunt raportul oficial al poliției.
Reporterii au încercat să îl intervieveze pe directorul școlii, dar au primit răspunsul că sunt ocupați. Comitetul Provincial Jiangsu al Partidului Comunist Chinez⁠(d), condus de Xin Changxing⁠(d), a ținut o ședință și ulterior a emis o notificare conform căreia forțele de poliție trebuie să acorde o atenție sporită incidentului și că supravegherea⁠(d) în zonele aglomerate trebuie să fie consolidată.
La data de 17 noiembrie, victimele rănite, în vârstă de 18-19 ani, erau tratate, iar investigațiile erau încă în curs.